# Skänninge stadsvapen
| Skänninge stadsvapen, i en modifierad version från Nordisk familjeboks bild. |  | En andra tolkning av blasoneringen. |
| Skänninge stadsvapen, i en modifierad version från Nordisk familjeboks bild. |  | En andra tolkning av blasoneringen. |

Stadsvapnet för Skänninge bygger på en förlaga från 1300-talet. Det moderna vapnet registrerades 1942. 
Blasoneringen är: I blått fält en stående naturfärgad madonna med klädnad av silver samt krona och gloria av guld, bärande barnet på vänstra armen och en liljestav av guld i högra handen samt på vardera sidan åtföljd av ett Maria-monogram av guld. Barnet är likaledes naturfärgat med klädnad av silver och gloria av guld.